# Hoya macrophylla
Hoya macrophylla ist eine Pflanzenart der Gattung der Wachsblumen (Hoya) aus der Unterfamilie der Seidenpflanzengewächse (Asclepiadoideae).

## Merkmale
Hoya macrophylla ist eine epiphytische, kletternde und windende Pflanze mit im Querschnitt runden Trieben. Die Blätter sind gestielt, die dicken, kahlen Blattstiele sind bis 2,5 cm lang. Die fleischigen bis ledrigen Blattspreiten sind eiförmig oder eiförmig-länglich, und 14 bis 25 cm lang und 4,5 bis 11 cm breit. Der Apex ist spitz bis lang zugespitzt, die Basis ist spitz, seltener auch fast rund-stumpf. Sie sind oberseits dunkelgrün, unterseits etwas rötlich. Die hellere Blattnervatur ist gut erkennbar. Sie besteht aus der Mittelrippe und einem Blattaderpaar, das randparallel etwa mittig zwischen Mittelrippe und Blattrand verläuft. Mittelrippe und laterale Rippen sowie die Blattränder sind durch quer verlaufende Blattadern miteinander verbunden.
Der gestielte, mehr oder weniger kugelige Blütenstand enthält etwa 24 bis 30 Blüten. Bis zu fünf Blütenstände können aus einem Wachstumsknoten entspringen. Der Blütenstandsstiel ist 6 bis 10 cm lang, mehr oder weniger violett gefärbt und kahl. Die purpurfarbenen Blütenstiele sind 1 bis 3 cm lang und spärlich behaart oder kahl. Die Kelchblätter sind dreieckig und etwa 0,6 cm lang. Sie sind rot und außen sehr spärlich behaart. Die Blütenkrone ist hell rosa bis violett. Die fleischigen Kronblattzipfel sind eiförmig, spitz zulaufend und zurück gebogen. Sie sind außen kahl, innen dicht mit weißlichen Papillen besetzt. Die Nebenkrone ist weißlich bis rosa, in der Mitte entsprechend dunkler (bis dunkelrosa). Sie hat einen Durchmesser von 3,5 mm. Die staminalen Zipfel der Nebenkrone sind auf der Oberseite gekielt. Der äußere Fortsatz ist spitz und aufsteigend, der innere Fortsatz ist spitz. Die Pollinien sind linealisch-lanzettlich.

## Geographische Verbreitung und Habitat
Das Verbreitungsgebiet erstreckt sich von Borneo bis Java und die Kleinen Sundainseln. Nach Yves Laumonier soll Hoya macrophylla auch auf Sumatra vorkommen. Die Art wächst dort in tropischen Wäldern.

## Taxonomie
Das Taxon wurde 1827 von Carl Ludwig Blume aufgestellt. Jüngere Synonyme sind Hoya clandestina Blume (1848) und Hoya browniana Koord. (1911).